# Trelde
Trelde is een plaats in de Deense regio Zuid-Denemarken, gemeente Fredericia, en telt 314 inwoners (2007). Het dorp is inmiddels samengesmolten met Østerby tot Trelde-Østerby.